# Ulderico Carpegna
Ulderico Carpegna (Scavolino, 25 de maio de 1595 - Roma, 24 de janeiro de 1679) foi um cardeal do século XVII.

## Biografia
Nasceu em Scavolino em 25 de maio de 1595, Scavolino, Montefeltro, diocese de Ferrara. De uma nobre família romana. Filho do Conde Tommaso Carpegna di Carpegna, e Vittoria Landriana, de Milão. Irmão de Pietro di Carpegna, bispo de Gubbio (1628-1630). Tio do cardeal Sebastiano Antonio Tanara (1695). Tio-avô do cardeal Alessandro Tanara (1743). Parente do cardeal Gasparo Carpegna (1670), que pertencia a outro ramo da família. Seu sobrenome também está listado como Carpineo.
Obteve o doutorado in utroque iure, direito canônico e civil.
Ordenado (nenhuma informação encontrada). Nomeado abade de Santa Maria di Mutino no pontificado do Papa Gregório XV; ocupou o cargo até 1631. Membro da corte do Cardeal Antonio Barberini, seniore, OFMCap.
Eleito bispo de Gubbio, em 23 de setembro de 1630. Consagrado, em 7 de outubro de 1630, na Capela Paulina do Palácio Apostólico do Quirinal, Roma, pelo Cardeal Luigi Caetani, coadjuvado por Antonio Ricciulli, bispo emérito de Belcastro e vice-gerente de Roma, e por Benedetto Landi, bispo de Fossombrone.
Criado cardeal sacerdote no consistório de 28 de novembro de 1633; recebeu o gorro vermelho e o título de S. Anastasia, em 9 de janeiro de 1634. Transferido para a sé de Todi, em 11 de outubro de 1638. Renunciou ao governo da diocese antes de 31 de agosto de 1643. Participou do conclave de 1644, que elegeu Papa Inocêncio X. Camerlengo do Sagrado Colégio dos Cardeais, de 13 de janeiro de 1648 a 1º de fevereiro de 1649. Participou do conclave de 1655, que elegeu o Papa Alexandre VII. Optou pelo título de S. Pietro in Vincoli, em 21 de abril de 1659. Optou pelo título de S. Maria in Trastevere, em 21 de novembro de 1661. Optou pela ordem dos bispos e pela sé suburbicária de Albano, em 11 de outubro de 1666. Participou do conclave de 1667, que elegeu o Papa Clemente IX. Participou do conclave de 1669-1670, que elegeu o Papa Clemente X. Optou pela sede suburbicária de Frascati, em 18 de março de 1671. Prefeito da SC de Ritos e Cerimônias de janeiro de 1675 até sua morte. Prefeito da SC dos Bispos e Religiosos de 10 de janeiro de 1675 até sua morte. Optou pela sede suburbicária de Porto e Santa Rufina, a 28 de Janeiro de 1675. Vice-decano do Sacro Colégio dos Cardeais. Participou do conclave de 1676, que elegeu o Papa Inocêncio XI.
Morreu em Roma em 24 de janeiro de 1679. Enterrado na capela Barberini na igreja de S. Andrea della Valle, Roma.